# Euphorbia kurtzii
Euphorbia kurtzii är en törelväxtart som beskrevs av Rosa Subils. Euphorbia kurtzii ingår i släktet törlar, och familjen törelväxter. Inga underarter finns listade i Catalogue of Life.